# Хуан Цянь
Хуан Цянь (кит. упр. 黄茜; род. 18 июля 1986, Чунцин) — китайская шахматистка, гроссмейстер (2008) среди женщин.
В составе сборной Китая участница 3-х Олимпиад (2004, 2010—2012) и 3-х командных чемпионатов мира (2007—2009, 2013). Чемпионка Азии (2013).

## Изменения рейтинга
| Графики недоступны из-за технических проблем. См. информацию на Фабрикаторе и на mediawiki.org. |